# البحيرة (عمل)

خريطة للدلتا في عهد الكور الكبرى تظهر فيها حدود الكورة

أعمال البحيرة هو تقسيم جُغرافي مصري استُحدث في عصر الدولة الفاطمية على أراضي كور الخيس والشراك وقرطسا ومصيل والمليدس من كور الحوف الغربي في مصر. ثم ضُم إليها في الروك الناصري أعمال حوف رمسيس والكفور الشاسعة. وظل العمل قائمًا بهذه الأعمال حتى بداية العصر العثماني في مصر، حيث استبدلت بولاية البحيرة.

## نواحي أعمال البحيرة
عدّ ابن مماتي في قوانين الدواوين وابن الجيعان في التحفة السنية، النواحي والقرى التي كانت تتبع أعمال البحيرة، ويمكن تصنيفها إلى:

### نواحي لا زالت موجودة إلى اليوم

#### نواحي تتبع أعمال البحيرة في الروك الصلاحي
| المحافظة | المركز        | القرى |
| البحيرة  |               | |
| -------- | ------------- | --- |
| البحيرة  | أبو المطامير  | تروجه |
| البحيرة  | أبو حمص       | شبرا بار · محلة الكروم · برسيق · بسنتوه · بلقطر · طلمشوش · قافلة · محلة كيل |
| البحيرة  | إيتاي البارود | أرمنيه · محلة نكلا · أمليط · جنبويه · شنديد · سفط خالد · محلة عبيد · محلة معن |
| البحيرة  | إدكو          | إتكو |
| البحيرة  | الرحمانية     | درشابة · محلة عبد الرحمن · بو خراشة · الشراك · القهوقية · بيويط · سمديسه · سمخراط · محلة مارية · محلة ثابت · محلة داود · منية سلامة                                                              |
| البحيرة  | المحمودية     | بلهيت · فيشه بلخه · العطف · دسيو · سرنبويه · سنباده · محلة الشيخ |
| البحيرة  | دمنهور        | دمنهور الوحش · قراقس · أفلاقة · بسطرا · دسونس بو دينار · دمشويه · زرقون · سنهور طلوت · شرنوب · طبرنبه · قبيل · منية بني موسى                                                                     |
| البحيرة  | رشيد          | الجديدية · منية بني حماد · محلة الأمير |
| البحيرة  | شبراخيت       | شبراخيت · أم حكيم · أورين · إمري · محلة بتوك · بو السحما · بو دُرّة · بو منجوج · بو يحيى · اسبنيه · نقرها · شبراريس · فرنوا · كنيسة عبد الملك · نقانة · محلة بشر · محلة صا · محلة فرنوا · محلة نصر |
| البحيرة  | كفر الدوار    | أبيس · الكريون · لوقين · البسلقون · البيضا · المعلفية · الوزيرية · الصير |
| البحيرة  | كوم حمادة     | الرافقة |

#### نواحي أضيفت إلى أعمال البحيرة في الروك الناصري
| المحافظة | المركز        | التبعية وقت الروك الصلاحي | القرى |
| -------- | ------------- | ------------------------- | --- |
| البحيرة  | أبو المطامير  | قرى استجدّت                | النميريات |
| البحيرة  | أبو حمص       | حوف رمسيس                 | بطورس · قبر عصام |
| البحيرة  | أبو حمص       | قرى استجدّت                | أبو الغزلان البحرية · دسونس المقاريضي · ديرامس · دبيسه · تلمسا الكبرى · الراهب |
| البحيرة  | إيتاي البارود | حوف رمسيس                 | إتييه · النقراش · برقامة · رمسيس · شبرا نونة · البهي · محلة ببيج · النبيرة · تلبانة عدي · جبارس · كيمان شراس · حوض فارس · الخمارتين · دكدوكة · دميسنا · ششت · صيفية · بو الريت · قادوس · قليشان · كنيسة مبارك |
| البحيرة  | إيتاي البارود | قرى استجدّت                | إشليمة · العمريات · ظهر التمساح · برشوط · منية محلة عبيد |
| البحيرة  | الدلنجات      | حوف رمسيس                 | درسا · دلنجة · طلموس · بيا الحمراء · المسين · اليهودية · شقرا · قبر المرأة · طوخ دجانة |
| البحيرة  | الدلنجات      | الكفور الشاسعة            | الحجر المحروق · قمحة |
| البحيرة  | الدلنجات      | قرى استجدّت                | أبو صمادة · جزائر عيسى · ورزافة · طيبة |
| البحيرة  | حوش عيسى      | حوف رمسيس                 | حوض القرينين · الكوم الأخضر |
| البحيرة  | حوش عيسى      | الكفور الشاسعة            | بو الشقاف |
| البحيرة  | حوش عيسى      | قرى استجدّت                | الأبيقع · قبر روق |
| البحيرة  | دمنهور        | حوف رمسيس                 | برنوج · دقرص · الصفصافة · محلة حفص · دنشال · زهرا · منية عطية · نديبة |
| البحيرة  | دمنهور        | الكفور الشاسعة            | العُميرة |
| البحيرة  | دمنهور        | قرى استجدّت                | المخايض |
| البحيرة  | شبراخيت       | قرى استجدّت                | الإصلاب · جزيرة محلة نكلا · الكوم الأحمر · السابي · الأحياز · محلة قيس |
| البحيرة  | كوم حمادة     | حوف رمسيس                 | أبسوم · بيبان · خربتا · دست · دميتويه · شبرا وسيم · البلخاوي · البلكوس · الحدين · الزعفراني · الصواف · الطيرية · قلاوة بني عبيد · النقيدي · بوليم · تل بقا · خنيزة · دمشليل · طملاس · سرسيقة · سلمون · شابور · سفط قليشان · علقام · مسجد غانم · كوم شريك · محلة أحمد · منية مغنين · منية يزيد · نتما · محلة بني واقد |
| البحيرة  | كوم حمادة     | قرى استجدّت                | أبيوقه · بريم |

### نواحي اندثرت مُحدّدة الموقع
| القرية           | ملاحظات |
| ---------------- | --- |
| أبلوق            | ذكرها ابن مماتي في أعمال البحيرة، وابن الجيعان في نواحي ثغر الإسكندرية، ومحلها اليوم ناحية «كفر سليم»، التي أصبحت اليوم جزء من مدينة كفر الدوار. |
| أبو الأرانب      | ذكرها ابن الجيعان في أعمال البحيرة، وأرضها اليوم ضمن أراضي قرية البرنوجي. |
| أرساج            | ذكرها ابن مماتي وابن الجيعان في أعمال البحيرة، وقال هي بركة قرطيطة، ومحلها اليوم قرية كوم البركة. |
| أرشيس            | ذكرها ابن مماتي في أعمال البحيرة ومحلها اليوم ناحية كوم الرصاص التابعة لقرية زاوية صقر. |
| إسكنيده          | ذكرها ابن مماتي وابن الجيعان في أعمال البحيرة، ومحلها اليوم ناحية سكنيدة التي أصبحت جزءً من مدينة دمنهور. |
| التميميات        | ذكرها ابن الجيعان في أعمال البحيرة، وأرضها اليوم ضمن أراضي قرية بطورس. |
| الجلمون          | ذكرها ابن الجيعان في أعمال البحيرة، وأرضها اليوم ضمن أراضي قريتي بطورس ومحلة كيل. |
| العورا والقسطالة | ذكرها ابن الجيعان في أعمال البحيرة، وأرضها اليوم ضمن أراضي قرية المهدية. |
| الفاطس           | ذكرها ابن الجيعان في أعمال البحيرة، وقال هي من توابع فيشا بلخة. |
| القاعة           | وكانت تُعرف أيضًا باسم «منية طراد». ذكرها ابن مماتي وابن الجيعان في أعمال البحيرة، كما وردت في دليل سنة 1224هـ/1809م باسم «كرفسه وهي القاعة»، وأرضها اليوم ضمن أراضي قرية كفر الشيخ مخلوف. |
| المحيللات        | ذكرها ابن الجيعان في أعمال البحيرة، وأرضها اليوم ضمن أراضي قرية اسمانية. |
| المرج            | ذكرها ابن الجيعان في أعمال البحيرة، وقال هي من كفور نقانة، وأرضها اليوم ضمن أراضي قرية لقانة. |
| المعصرة          | ذكرها ابن مماتي وقال هي من كفور لقانة من أعمال البحيرة، وذكرها أيضًا ابن الجيعان ولكن باسم «المعيصرة» ضمن أعمال البحيرة. |
| النقيدي التراز   | ذكرها ابن الجيعان في أعمال البحيرة، ومحلها اليوم «حوض النقيدي» ضمن أراضي قرية الخوالد. |
| أم اللبن         | ذكرها ابن الجيعان في أعمال البحيرة، وأرضها اليوم ضمن أراضي قرية الحجر المحروق. |
| تل السباع        | ذكرها ابن الجيعان في أعمال البحيرة، وأرضها اليوم ضمن أراضي قرية النشو. |
| تلمسا الصغرى     | ذكرها ابن الجيعان في أعمال البحيرة، وأرضها اليوم ضمن أراضي قرية قافلة. |
| جزيرة مالك       | ذكرها ابن مماتي وابن الجيعان في أعمال البحيرة، وكانت من نواحي الخزان بالقرب من ناحية بويط. |
| حوض الجميزي      | ذكرها ابن الجيعان في أعمال البحيرة، ومحلها اليوم «حوض الجميزي» ضمن أراضي قرية الحدين. |
| حوض القضابة      | ذكرها ابن الجيعان في أعمال البحيرة، توزعت أراضيها على قرى شبرا الدمنهورية ودمنهور وطلمسوس في العصر العثماني. |
| حوض اليهودي      | ذكرها ابن الجيعان في أعمال البحيرة، وقال هو مجاور لقرية خربتا، ومحلها اليوم «حوض اليهودي» ضمن أراضي قرية خربتا. |
| حوض نفره         | ذكرها ابن الجيعان في أعمال البحيرة، ومحلها اليوم «حوض نفره» شرق أراضي قرية أفلاقة. |
| خراب زياق        | ذكرها ابن الجيعان في أعمال البحيرة، وأرضها اليوم ضمن أراضي قرية قمحة. |
| سدرشا            | ذكرها ابن مماتي وابن الجيعان في أعمال البحيرة، كما ورد ذكرها في كتاب وقف الملك الأشرف قنصوه الغوري سنة 911هـ/1505م باسم «كفر سدرشه»، وفي سنة 1245هـ/1830م ألغي زمامه، وأضيف إلى أراضي قرية كفر الرحمانية. |
| سفط كرداسة       | ذكرها ابن مماتي وابن الجيعان باسم «سفط كلداسة» في أعمال البحيرة، ومحلها اليوم «عزبة شرف» التابعة لقرية بسنتاواي. |
| شبرا النخلة      | ذكر أميلينو ناحية باسم «ميفامونيس Miphamonis» عرفها القبط قبل الفتح الإسلامي لمصر باسم «ميبامون»، ثم حرّفها العرب إلى «أبو مينا»، ثم ذكر ابن حوقل في زمانه أنها «شبر وأبو مينا». ثم ذكرها ابن مماتي وابن الجيعان باسم «شبرا النخلة» في أعمال البحيرة، وفي سنة 1273هـ/1857م تغير الاسم إلى «شبرا الدمنهورية»، ومع توسّع مدينة دمنهور صارت شبرا الدمنهورية جزء من المدينة. |
| شنشير            | ذكرها ابن مماتي وابن الجيعان في أعمال البحيرة، وأرضها اليوم تابعة لأراضي قرية محلة بشر. |
| قرطاس            | ذكرها ابن مماتي وابن الجيعان في أعمال البحيرة، وأرضها اليوم تابعة لأراضي قرية إبيا الحمراء. |
| قرطسا            | ذكرها أميلينو باسم «فرطسا Phartasa»، وكانت قاعدة لأحد كور مصر القديمة، ثم ذكرها ابن مماتي وابن الجيعان في أعمال البحيرة، ومع توسّع مدينة دمنهور صارت قرطسا جزء من المدينة. |
| قلاوة أفريم      | ذكرها ابن الجيعان في أعمال البحيرة، ومحلها اليوم «حوض كوم قرين» ضمن أراضي قرية الدلنجات. |
| قليعة بذال       | ذكرها ابن الجيعان في أعمال البحيرة، ومحلها اليوم «حوض بدان» ضمن أراضي قرية زرقون. |
| كرفسة            | ذكرها ابن الجيعان في أعمال البحيرة، كانت قريبة من مدينة الإسكندرية اليوم. |
| كفر حريز         | ذكرها ابن الجيعان في أعمال البحيرة، توزعت أراضيها على قرى شبرا الدمنهورية ودمنهور وطلمسوس في العصر العثماني. |
| كنيسة الغيط      | ذكرها ابن مماتي وابن الجيعان في أعمال البحيرة، وفي سنة 1228هـ/1813م ضُمت أراضيها إلى أراضي قرية قرطسا، التي أصبحت جزء من مدينة دمنهور اليوم. |
| كوم الطبول       | ذكرها ابن الجيعان في أعمال البحيرة، وأرضها اليوم ضمن أراضي قرية زاوية حمور. |
| محلة حسن         | ذكرها ابن مماتي وابن الجيعان في أعمال البحيرة، ومحلها الآن قرية منشأة رزافة. |
| محلة مسروق       | ذكرها ابن مماتي وابن الجيعان في أعمال البحيرة، ومحلها الآن قرية عزبة يعقوب. |
| نقيدي ششت        | ذكرها ابن الجيعان في أعمال البحيرة، وأرضها اليوم ضمن أراضي قرية ششت الأنعام. |
| ياطس             | ذكرها ابن مماتي وابن الجيعان في أعمال البحيرة، ومحلها الآن «حوض نفره» التابع لقرية نظارة بويط. |
| أبو حمار         | ذكرها ابن مماتي في الكفور الشاسعة من أعمال حوف رمسيس باسم «بو الحمير»، وابن الجيعان في أعمال البحيرة باسم «أبو حمار»، وأرضها اليوم تابعة لقرية المنشية الإبراهيمية. |
| أم الزرازير      | ذكرها ابن مماتي في الكفور الشاسعة من أعمال حوف رمسيس، وابن الجيعان في أعمال البحيرة باسم «أبو الزرازير»، ومحلها اليوم «حوض أبو الزرازير» التابع لقرية زاوية حمور. |
| نقانة الغربية    | ذكرها ابن مماتي في الكفور الشاسعة من أعمال حوف رمسيس، وابن الجيعان في أعمال البحيرة باسم «نقانة المرسا»، وقال أنها من نواحي تروجة، ومحلها اليوم بالقرب من قرية زاوية صقر. |
| أم البيض         | ذكرها ابن مماتي في أعمال حوف رمسيس، وابن الجيعان في أعمال البحيرة، ومحلها اليوم ضمن أراضي قرية بيبان. |
| دبست             | ذكرها ابن مماتي في أعمال حوف رمسيس، وابن الجيعان في أعمال البحيرة باسم «دبس»، ومحلها اليوم «حوض دبست» في أراضي قرية الحدين. |
| طاموس            | ذكرها ابن مماتي في أعمال حوف رمسيس، وابن الجيعان في أعمال البحيرة، وهي اليوم جزء من مدينة دمنهور يُعرف بقسم «أبو الريش». |
| قبر الوايلي      | ذكرها ابن مماتي في أعمال حوف رمسيس، وابن الجيعان في أعمال البحيرة، وتقع اليوم ضمن أراضي قرية كوم إشو. |

### نواحي اندثرت مجهولة الموقع
- أبو الغزلان القبلية[7]
- إدقو[11] وذكرها أيضًا ابن الجيعان في أعمال البحيرة.[9]
- الأسقفين[11]
- القليمين[11]
- المحمية[16]
- ببشاي[78] وذكرها ابن الجيعان في أعمال البحيرة.[79]
- بيت لامة[78] وذكرها ابن الجيعان في أعمال البحيرة.[25]
- حوض المره[80] وذكرها ابن الجيعان باسم «حوض المرأة» في أعمال البحيرة.[27]
- خمارة دكدوكة[27]
- طخيخ[75]
- محلة الأمير[58]
- محلة زبال[81]
- محلة مصيل[57]
- مرجنا[57] وذكرها ابن الجيعان في أعمال البحيرة.[18]
- مرسنا[57] وذكرها ابن الجيعان في أعمال البحيرة.[18]
- منشية سمخراط[57]